# Aurelian Stoica
Aurelian Stoica (ur. 11 marca 1988 w Tecuci) – rumuński wioślarz.

## Osiągnięcia
- Mistrzostwa Świata Juniorów – Amsterdam 2006 – czwórka ze sternikiem – 1. miejsce[1].
- Mistrzostwa Świata Juniorów – Amsterdam 2006 – ósemka – 6. miejsce[1].
- Mistrzostwa Europy – Ateny 2008 – ósemka – 7. miejsce[1].
- Mistrzostwa Świata U-23 – Račice 2009 – czwórka podwójna – 15. miejsce[1].
- Mistrzostwa Europy – Brześć 2009 – ósemka – 6. miejsce[1].
- Mistrzostwa Europy – Montemor-o-Velho 2010 – dwójka podwójna – 16. miejsce[1].